# Késő devon kihalási esemény
A késő devon kihalási esemény egyike volt a Föld élővilágát ért öt legnagyobb kihalási hullámának. Első csúcspontját a késő devon földtörténeti kor frasni korszakának végén, illetve a famenni korszak elején, mintegy 364 millió évvel ezelőtt (mya) érte el. Az ekkori kőzetrétegekből hirtelen eltűntek az állkapocs nélküli halak fosszíliái. A kihalási esemény következő erős hulláma a devon végén jelentkezett, lezárva az időszakot.

## Kapcsolódó szócikk
- Kihalások okai